# Лодевайк де Фадер
Лодевайк де Фадер (на нидерландски: Lodewijk de Vadder) е фламандски бароков художник–пейзажист, живописец, гравьор, чертожник, офортист и дизайнер на гоблени от Брюкселската школа. Рисува най-вече на малки дъски, а характерни за мотивите му са околностите на Брюксел, изпълнени с дюни, и горите край Соани. Творбите на де Фадер често включват пясъчни дефилета и се характеризират със свободно, широко и плавно нанесени бои. Миловидният характер на природата напомня на картини от кръга около Рубенс и Ян Вилденс, чиито картини обаче олицетворяват настроения и чувства, и представляват друга класа. За разлика от творбите на Жак д'Артоа (Jacques d'Arthois) картините на де Фадер влияят по-натуралистично. 

## Биография и творчество
Лодевайк де Фадер е кръстен в Брюксел на 8 април 1605 г. Баща му Филип учи него и, вероятно, брат му Хуберт да рисуват. През 1628 г. е приет като майстор в брюкселската гилдия на Св. Лука. През 1644 г. де Фадер получава привилегия от брюкселския магистрат да създава пейзажни мотиви за местния производител на гоблени. Сред учениците му са Игнациус ван дер Сток (Ignatius van der Stock) и вероятно Лукас Ахтшелинк (Lucas Achtschellinck). 
Почива през 1655 г. в Брюксел, където е погребан на 10 август същата година. 
В началото на XXI век Лодевайк де Фадер е почти неизвестен, но приживе е високоценен пейзажист, работещ като живописец и график.  Само няколко от картините му са известни. Две от тях се намират в колекцията на Вюрцбургския университет – „Път на края на гората“ и „Село зад дървета“. В Стокхолмския музей се намира „Горски път“, а в английска частна колекция се намира „Дюнен пейзаж“. Картините му, намиращи се в галериите в Мюнхен (Старата пинакотека), Лил и Дармщат, не са подписани. Осемте големи пейзажа, които са част от украсата на трапезарията на абатството Св. Петър грай Гент, не са запазени. 
Като офортист де Фадер стои начело на отличната холандска пейзажна школа. Към 1895 г. са запазени единадесет негови творби, от които осем са в една серия. 

## Галерия
- Картини на Лодевайк де Фадер
- Пейзаж пред Рейн
- Пейзаж с ловец
- Горски пейзаж с река
- Соанската гора със селяни
- Соанската гора
- Горски дюнен пейзаж